# 김진오 (가수)
김진오(1995년 ~)는 대한민국의 가수, 발레리노다.

## 학력
- 서울예술고등학교 졸업
- 한국예술종합학교 무용과 발레파트

## 방송
- 여유만만 (2007)
- 댄싱9 시즌2 (2014)
- 슈퍼스타K 2016 (2016) - Top64

## 음반
- 중독, 너 (addiction, U) (2016)

## 수상
- 스위스로쟌국제콩쿠르 준결승 진출 (2013)
- 코리아국제콩쿠르 주니어부분2등 (2013)
- 라인댄스 advence부분 전체1등 (2011)
- 조인핸드 특상 (2008)

## 뮤직비디오
- 이민규 <아가씨> (1996)